# Radingo
Radingo (... – post 852) è stato un vescovo italiano, vescovo di Firenze nel IX secolo.
L'unica notizia storicamente certa circa la sua biografia è l'ottenimento da parte dell'imperatore Lotario I dell'abbazia di Sant'Andrea in Firenze, dove Radingo pose come badessa sua sorella  Berta, figlia come lui del conte palatino Ucpoldo (o Uvepoldo), in data 19 ottobre 852.